# Padang Kelapo (Semidang Alas Maras)
Padang Kelapo is een bestuurslaag in het regentschap Seluma van de provincie Bengkulu, Indonesië. Padang Kelapo telt 869 inwoners (volkstelling 2010).